# Onocleàcies
Les onocleàcies (Onocleaceae) són una família de falgueres terrestres de l'ordre Polypodiales. Consta d'unes cinc espècies pròpies en climes temperats del nord. Aquesta família està estretament relacionada amb la família Blechnaceae.

## Característiques
Tenen frondes molt dimòrfiques. Els seus rizomes són de vegades estolonífers (Matteuccia i Onocleopsis).

## Taxonomia
Té cinc espècies en quatre gèneres, per bé que els quatre gèneres,  Matteuccia, Onoclea, Onocleopsis i Pentarhizidium, podrien ser inclosos dins del gènere Onoclea.
- Matteuccia struthiopteris - Amèrica del Nord, Europa i Àsia
- Onoclea sensibilis
- Onocleopsis hintonii
- Pentarhizidium
  - Pentarhizidium orientale
  - Pentarhizidium intermedia - de la Xina a Índia

## Relacions filogenètiques
El cladograma següent mostra les relacions entre les Onocleaceae i les altres famílies dins eupolypods II, basat en Lehtonen, 2011, i Rothfels & al., 2012:
|  | Matteuccia struthiopteris (o Onoclea struthiopteris) |
|  |                                                      |
|  | Onocleopsis hintonii (o Onoclea hintonii)            |
|  |                                                      |

|  | Onoclea sensibilis var interrupta |
|  |                                   |
|  | Onoclea sensibilis var sensibilis |
|  |                                   |

|  | Matteuccia struthiopteris (o Onoclea struthiopteris) |
|  |                                                      |
|  | Onocleopsis hintonii (o Onoclea hintonii)            |
|  |                                                      |

|  | Onoclea sensibilis var interrupta |
|  |                                   |
|  | Onoclea sensibilis var sensibilis |
|  |                                   |

|  | Pentarhizidium orientale (o Onoclea orientalis)   |
|  |                                                   |
|  | Pentarhizidium intermedium (o Onoclea intermedia) |
|  |                                                   |

|  | Matteuccia struthiopteris (o Onoclea struthiopteris) |
|  |                                                      |
|  | Onocleopsis hintonii (o Onoclea hintonii)            |
|  |                                                      |

|  | Onoclea sensibilis var interrupta |
|  |                                   |
|  | Onoclea sensibilis var sensibilis |
|  |                                   |

|  | Matteuccia struthiopteris (o Onoclea struthiopteris) |
|  |                                                      |
|  | Onocleopsis hintonii (o Onoclea hintonii)            |
|  |                                                      |

|  | Onoclea sensibilis var interrupta |
|  |                                   |
|  | Onoclea sensibilis var sensibilis |
|  |                                   |

|  | Pentarhizidium orientale (o Onoclea orientalis)   |
|  |                                                   |
|  | Pentarhizidium intermedium (o Onoclea intermedia) |
|  |                                                   |